# Lehniner Institut für Kunst und Kultur

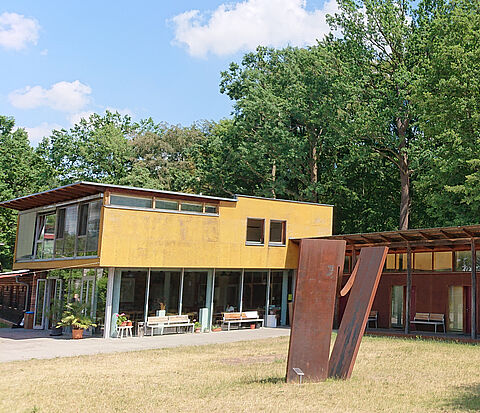
Lehniner Institut für Kunst und Kultur

Das Lehniner Institut für Kunst und Kultur e. V. (LIKK) am Klostersee in Lehnin, Brandenburg, ist ein gemeinnütziges internationales Kultur- und Kunstzentrum mit eigenem Skulpturenpark, Galerie, Ateliers und Werkstätten, Junger Kunstschule und Seminarbetrieb. Das Institut wurde 1991 als Institut für Kunst und Handwerk e. V. auf Initiative des Malers und Bildhauers Eckhart Haisch gegründet. Seit der Gründung veranstaltet das Institut verschiedene internationale Ausstellungen, Symposien, Workshops, Konzerte und Theateraufführungen, organisiert Feste, an denen die Einwohner Lehnins teilnehmen. Darüber hinaus dient das Seminarhaus des Instituts als Residenz für Gastkünstler, Bildhauer und Musiker.

## Geschichte
Das Institut für Kunst und Handwerk e. V. wurde 1991 auf Initiative von Eckhart Haisch mit Martin Schneider, Wilhelm Eichhorn, Karl Ludwig Alder, Werner Sandmann, Udo Furtmüller, Hans-Günter Pittelkow mit der Unterstützung von Regine Hildebrandt, Ministerin für Arbeit, Soziales, Gesundheit und Frauen (MASGF) und Hinrich Enderlein, Minister für Wissenschaft, Forschung und Kultur (MWFK) gegründet und wurde als erste Arbeitsförderungs-Gesellschaft im Land Brandenburg registriert. Obwohl die Kunst und Kulturarbeit Anlass und Kern des Projektes waren, begann das Institut zuerst vor allem als Bildungsträger zu arbeiten. Das Konzept der Institutsgründung war es möglichst viele arbeitslos gewordene Menschen aus der Region berufsbezogen zu qualifizieren und gleichzeitig eine kulturelle Einrichtung zu schaffen. Nach der Bestätigung der Gemeinnützigkeit ermöglichte Regine Hildebrandt durch eine institutionelle Förderung den Kauf des Grundstücks am Lehniner Klostersee. Das Projekt sah vor, aus dem maroden Sägewerk mit Werkhallen, Schuppen, Stall und Polterplatz, ein überregionales, kulturelles Zentrum zu schaffen. Parallel dazu wurden Qualifizierungsmaßnahmen beim Bau und der Renovierung der Gebäude durchgeführt.

## Galerie am Klostersee
Seit ihrer Gründung im Jahr 2003 hat die Galerie am Klostersee mehr als hundert Ausstellungen gezeigt; pro Jahr finden etwa 6–7 Ausstellungen statt. Im ehemaligen Stallgebäude des Sägewerkes befinden sich drei Ausstellungsräume mit ca. 100 m² Fläche. Dort wurden wechselnde Ausstellungen mit Werken folgender Künstler und Künstlergruppen durchgeführt:
- Stefan Pietryga, 2003
- Anna Stangl, 2003
- Menno Fahl, 2003
- Klaus Zylla, 2004
- Max Kaminski, 2004
- Friedemann Grieshaber, 2004
- Noriyuki Haraguchi, 2005
- CW Loth, Thomas Kitzinger,
- Ina Lindemann, Hans Scheib
- Wolf Bröll, Christian Rothmann
- Bert Jäger, 2006
- Anna Stangl, 2006
- Marina Schreiber, 2006

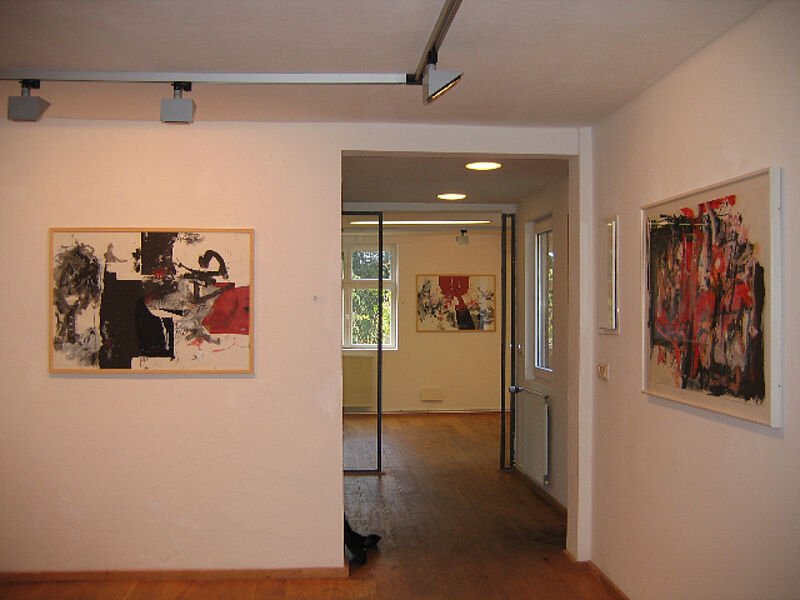
Bert Jäger in der Galerie am Klostersee

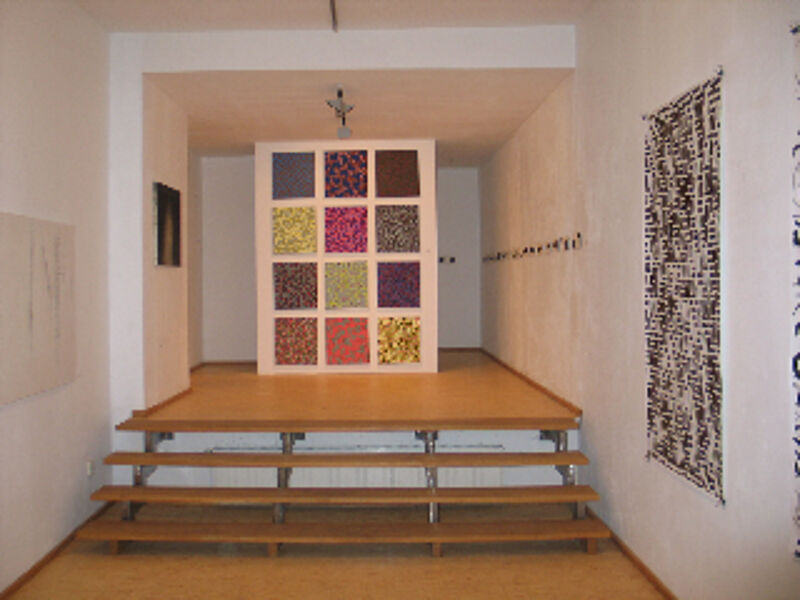
Jürgen Kehlig in der Galerie am Klostersee

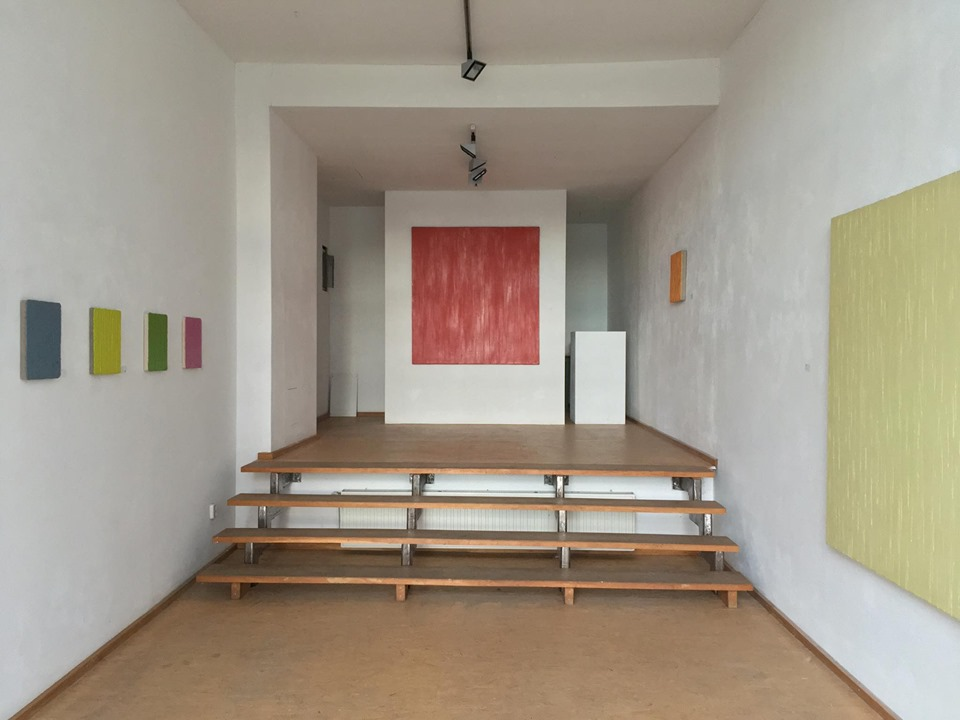
Widerschein III von Christiane Conrad

- Raffael Rheinsberg, Lilli Engel, 2007
- Werner Stötzer, 2008
- Norbert Tadeusz, 2008
- Peter Dreher, 2008
- Emil Cimiotti, 2009
- Detlef Waschkau, 2010
- Karl Menzen, 2010
- Wolfgang Leber, 2010
- Helge Leiberg, A. R. Penck, 2010
- Gisela von Bruchhausen, 2011
- Willi Siber, 2011
- Markus Daut, 2011
- Hubertus von der Goltz, 2012
- Nino Malfatti, 2012
- Henning Wagenbrett, 2012
- Ute Haecker, Ulrich Wagner, 2012
- Georg Seibert, 2012
- Bert Jäger, 2013, Malerei – Fotografie
- Nino Malfatti, 2013, Das Gewicht der Masse
- Herbert Maier, Dietrich Schön, 2014
- Wolfgang Flad, 2014
- Hendrik Czakainski, 2014, Das Anthropozän
- Axel Anklam, 2015
- Emil Cimiotti, 2016
- Camill Leberer, 2016
- Anna Gille, Doris Leue, Hans Scheib, 2017
- Emerita Pansowová, 2017
- Celia Mehnert, Uschi Niehaus, Michael Theis, 2017, Malerei
- Henry Stöcker, 2018, Plastik und Zeichnung
- Martin Colden, 2018, Zeichnungen
- Jan Beumelburg, 2018, In greifbarer Ferne
- Bettina Albrecht, 2018, Zeichnungen
- Douglas Henderson, 2018, audiochromatography
- Tatjana Schülke, 2019, Inter-Track
- Jerry Kowalsky, 2019, Tectonic Plates
- Wolfgang Leber, 2019, Malerei, Skulpturen, Bildkarten
- Bettina Lüdicke | Klaus Duschat, 2019, Poesie und Duktus
- Christiane Conrad, 2019, Widerschein III

## Skulpturenpark
Die ehemaligen „Polterflächen“ des Holzplatzes am See werden schon seit 1992 als Skulpturenpark genutzt. Bei der ersten Skulpturenausstellung im Park zeigte der französische Bildhauer Jean Ipoustéguy 24 Bronzen aus verschiedenen Schaffensperioden. Nach Ipoustéguy folgen Ausstellungen mit Werken von Emil Cimiotti, Joachim Schmettau, Joshimi Hashimoto, Michael Schoenholtz, Werner Stötzer, Volkmar Haase u. a.
Zurzeit befinden sich im Skulpturenpark 46 Werke der folgenden Bildhauer:

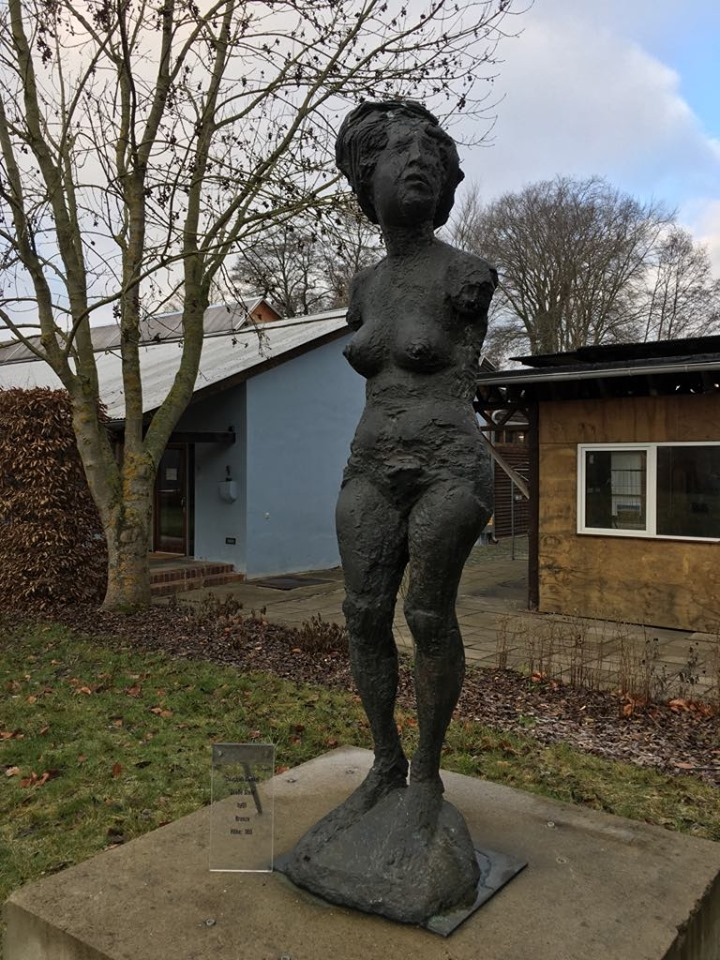
Große Stehende von Hans-Joachim Dunkel

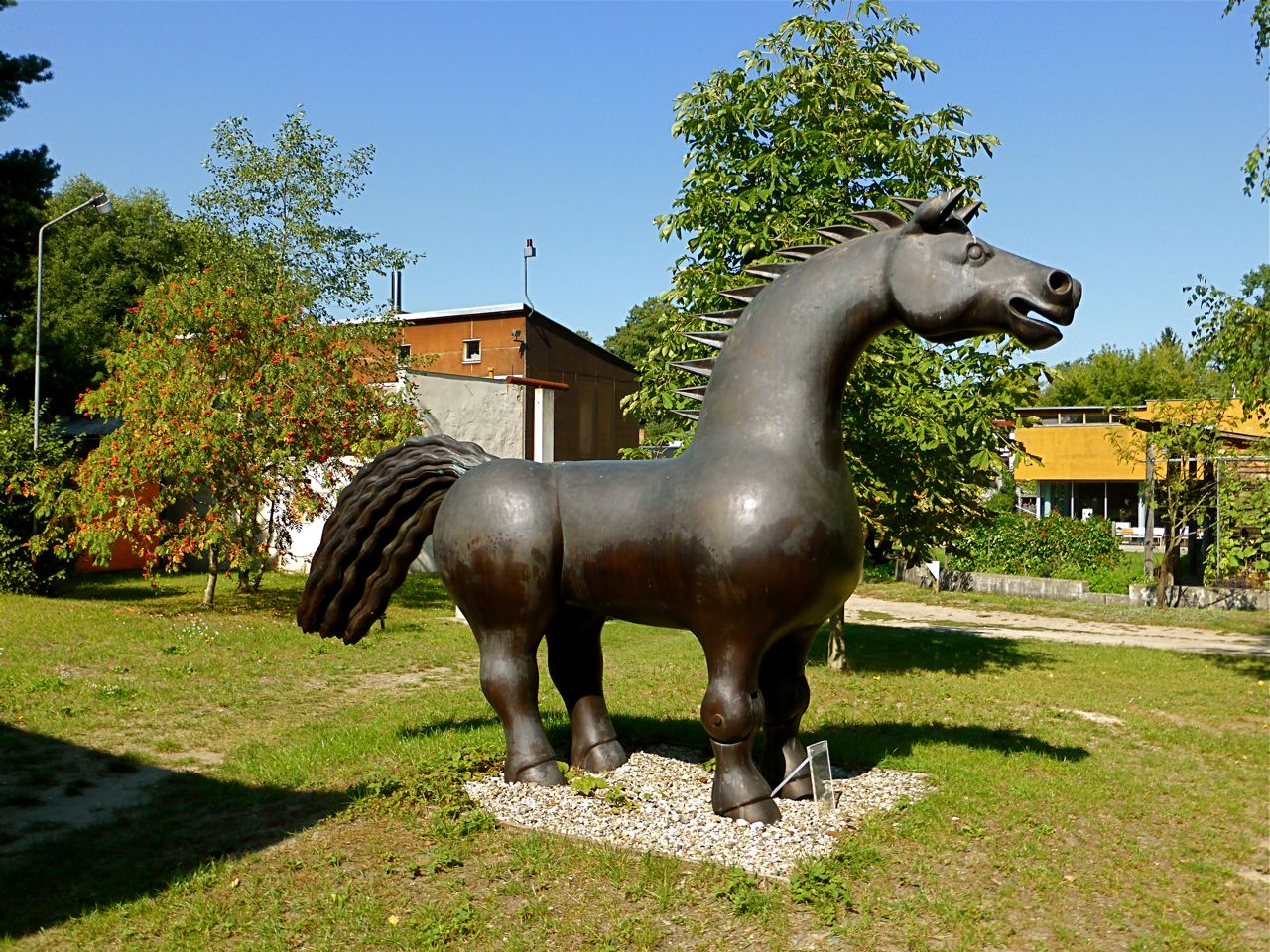
Großes Ross von Franz Gutmann

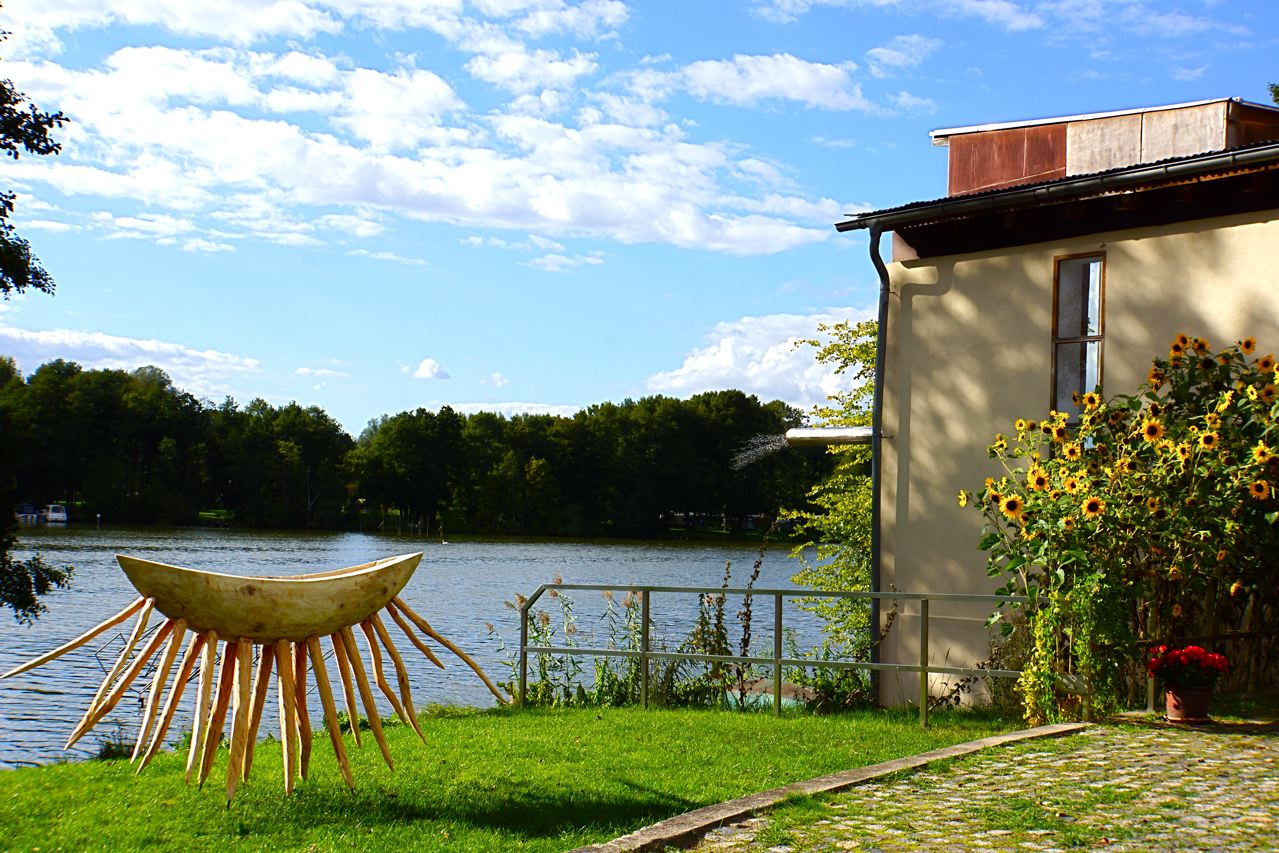
Skulpturenpark am Klostersee

### Im Park
- CW Loth, O.T. (Eiche, Pigment, 1997)
- Amador, L’homme fabricat (Bronze, 1998)
- Franz Gutmann, Großes Ross (Bronze, 1999); Wegkreuz II (Stahlrohr, Sandstein, 2005)
- Hans-Joachim Dunkel, Große Stehende (Bronze, 2001)
- Dietrich Schön, Akabakh (Eisenguss, 2001)
- Thomas Reifferscheidt, Throne (Syenit, 2001); Tor (2002)
- Robert Schad, EMFIM III (Vierkantstahl-massiv 3/4, 2003)
- Tiina Laasonen, Wordhouse (Holz, 2004)
- Karl Menzen, Bewegung-Absprung (Edelstahl, 1986); Transformation I (Stahl, 2005);
- Rundlauf (zweiteilig, Edelstahl, 2007); Maze II, (Stahl, 2017); Transformation Kreuz; Blossom (Stahl, 2017)
- Thomas Diermann, Seestück I (Eiche, 2005); Seestück II (Eiche, 2005); Chorus (Eiche, 2004)
- Hubertus v. d. Goltz, Begegnung, 2008
- Reinhard Haverkamp, Hand in Hand (Aluminium, Stahlseil, 2007); Wind-Zeichen II (Aluminium, 2011)
- Robert Schmidt-Matt, Mühle (Findling, Granit, 2012)
- Stefan Sprenker, O.T. (2012)
- Stefan Bohnhoff, Galaxy (Stahl lackiert, 2014)
- Friedemann Grießhaber, Kleinhans (Betonguss, Unikat, 2014)
- Pomona Zipser, O.T. (Wandarbeit, z. Zt. Restaurierung, 2014)
- Robert Schmidt-Matt, Falter (Sandstein, 2014)
- Alessandra Rudoff, O.T. (Holz, 2016)
- Kazys Venclovas, Silence (Esche, 2016)
- Klaus Duschat, O.T. (Stahl, 2018); Boot (Stahl, 2017)
- Sylvia Klara Breitweiser, History-Histeria-Histology (Sandsteine, 2 Teile, Torf)
- Eckhart und Elias Haisch, Wurzelstadt (Partizipationsprojekt)

### Im Wasser
- Reinhard Haverkamp, Archäopterix (Wasserskulptur, 1991)
- Elias Haisch, Wurzel im Quadrat (Holz, 2017)
- Salah Saouli, Stern (Symposium 2018)

### Im Ufercafé
- Eckhart Haisch, Wandlung (1990/1); Faunsein (Öl auf Lwd, 1989–90)
- Lucio Auri, Mokka, Mokka (Beton, Porzellan, Farbe, 2015)

### Im Gästehaus
- Eckhart Haisch, Asino (Öl auf Wellpappe, 1987); Nahe den Klippen (Öl auf Lwd, 1988)
- Nino Malfatti, Fundstück Eber (Marmor, Knochen, Holz, 1988)
- Aiga Müller, Platzdeckchen mit Brötchen (Scherbenobjekt, 2002)
- Stefan Bohnhoff, Pinn Ball II (Sperrholz, Kreidegrund, 2009)

### Auf dem Erweiterungsgelände
- Frank Lipka, en bloc (Kalksandstein, 2002)
- Friedemann Grießhaber, Großer Zeitgenosse (Betonguss, Unikat, 2008)
- Reinhard Haverkamp, Doppelgestirn (Kieferleisten, Nylontau, 2011)
- Bernhard Garbert, Art/Ort (Kreuzreim, 2012)
- CW Loth, O.T (Robinie, 2014)
- Matas Janusanis, Logistics (Lastwagenplane, 2016)
- Arvydas Alisanka, Vogel (Astwerk, Esche, Schrauben, 2016)
- Karl Menzen, O.T (Stahl, 2016)
- Jeroen Jacobs, O.T (Beton, Findlinge, fünfteilig, 2016)
- Stefan Bohnhoff, Explorer (Zinkblech, Stahl, Farbe, 2017)
- Erika Schewski, 9 Birken (z. Zt. unvollständig wegen Restaurierung)
- Raine Liimakka, O.T (Granitquader, Farbe)

## Kunstschule

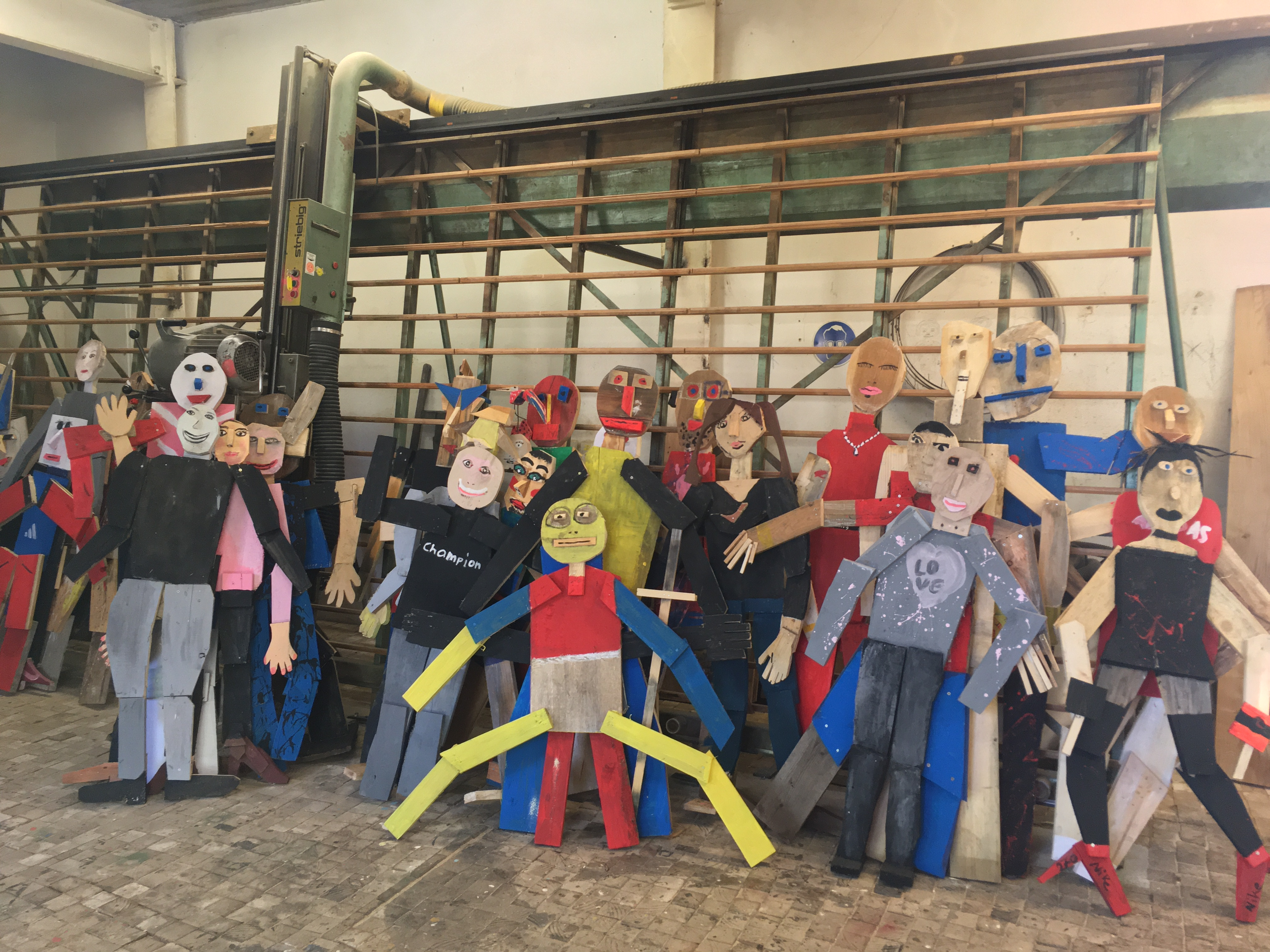
Holzskulpturen in der jungen Kunstschule

Die Kunstschule im Institut bietet Kurse für Kinder und Jugendliche sowie für Fortgeschrittene und Erwachsene an. Professionelle Künstler und Dozenten führen kreativen Workshops in den Ateliers des Instituts durch. Sie schaffen eine offene und freie Atmosphäre, damit die Teilnehmer ihre eigene, selbstbestimmte Kreativität entdecken können.